# Ояма Ивао
Ояма Ивао (на японски: 大山 巌) е японски фелдмаршал, един от лидерите на Реставрацията Мейджи.

## Биография
Роден е в Кагошима, феодална област Сацума. Племенник е на Сайго Такамори, който през 1877 г. подема самурайското въстание в Сацума. По-големия брат на Ояма Ивао се присъединява на страната на правителството като командир на бригада за борба с въстаниците.
От 1885 до 1896 година е военен министър. В периода 1899 – 1904 година е началник на Генералния щаб.
Когато през 1894 г. започва Китайско-японската война, той е назначен за командващ 2-ри армейски корпус на японската армия. Корпусът, разположен на Ляодунския полуостров, превзема с щурм Порт Артур, а след това пресича провинция Шандонг и превзема крепостта Вей-хай-вей.
За това получава титла маркиз и след 3 години става фелдмаршал. По време на Руско-японската война през 1904 г. е назначен за главнокомандващ японската армия в Манджурия. След победата във войната императорът му дава титлата принц (1907). Получава британски Орден за заслуги през 1906 година.
От 1912 година е член на съвещателния орган при императора Генро, съставен от политически дейци на Япония. Умира през 1916 г. в Токио, вероятно от диабет, тъй като страда от наднормено тегло.